# Inter Club d’Escaldes
Der Construccions Modernes Inter Club d’Escaldes ist ein andorranischer Fußballverein aus Escaldes-Engordany.

## Geschichte
Der Verein wurde 1993 gegründet. Er nahm 1995 erstmals am offiziellen Spielbetrieb in Andorra teil und ist seit 2017 wieder in der Primera Divisió aktiv.
Inter Club war in dieser Zeit ohne größere Erfolge geblieben, die besten Platzierungen in der Liga waren jeweils ein dritter Platz in den Saisons 1999/2000 und 2000/01. Im Jahr 2002 stand man im Pokalfinale, verlor das Spiel jedoch mit 0:2 gegen FC Lusitanos. 
Im Jahr 2020 wurde Inter dann erstmals nationaler Meister, Pokalsieger und gewann anschließend noch den Supercup. Die Meisterschaft sowie den Superpokal konnte man im folgenden Jahr verteidigen. 2025 holte der Verein seinen dritten nationalen Meistertitel. 

## Europapokalbilanz
| Saison  | Wettbewerb                    | Runde                  | Gegner                | Gesamt | Hin                    | Rück                   |
| ------- | ----------------------------- | ---------------------- | --------------------- | ------ | ---------------------- | ---------------------- |
| 2020/21 | UEFA Champions League         | Vorqualifikation       | KF Drita              | 1:2    | 1:2 in der Schweiz (N) | 1:2 in der Schweiz (N) |
| 2020/21 | UEFA Europa League            | 2. Qualifikationsrunde | Dundalk FC            | 0:1    | 0:1 (H)                | 0:1 (H)                |
| 2021/22 | UEFA Champions League         | Vorrunde, Halbfinale   | HB Tórshavn           | 1:0    | 1:0 in Albanien (N)    | 1:0 in Albanien (N)    |
| 2021/22 | UEFA Champions League         | Vorrunde, Finale       | FC Prishtina          | 0:2    | 0:2 in Albanien (N)    | 0:2 in Albanien (N)    |
| 2021/22 | UEFA Europa Conference League | 2. Qualifikationsrunde | KS Teuta Durrës       | 2:3    | 2:0 (A)                | 0:3 n. V. (H)          |
| 2022/23 | UEFA Champions League         | Vorrunde, Halbfinale   | SP La Fiorita         | 2:1    | 2:1 auf Island (N)     | 2:1 auf Island (N)     |
| 2022/23 | UEFA Champions League         | Vorrunde, Finale       | Víkingur Reykjavík    | 0:1    | 0:1 auf Island (A)     | 0:1 auf Island (A)     |
| 2022/23 | UEFA Europa Conference League | 2. Qualifikationsrunde | CFR Cluj              | 1:4    | 0:3 (A)                | 1:1 (H)                |
| 2023/24 | UEFA Europa Conference League | 1. Qualifikationsrunde | Víkingur Gøta         | 3:2    | 2:1 (H)                | 1:1 (A)                |
| 2023/24 | UEFA Europa Conference League | 2. Qualifikationsrunde | Hibernian Edinburgh   | 3:7    | 2:1 (H)                | 1:6 (A)                |
| 2024/25 | UEFA Conference League        | 1. Qualifikationsrunde | FK Velež Mostar       | 6:2    | 1:1 (A)                | 5:1 (H)                |
| 2024/25 | UEFA Conference League        | 2. Qualifikationsrunde | AEK Athen             | 3:8    | 3:4 (A)                | 0:4 (H)                |
| 2025/26 | UEFA Champions League         | 1. Qualifikationsrunde | FCSB Bukarest         | 3:4    | 1:3 (A)                | 2:1 (H)                |
| 2025/26 | UEFA Conference League        | 2. Qualifikationsrunde | NK Olimpija Ljubljana | 3:5    | 2:4 (A)                | 1:1 (H)                |

Gesamtbilanz: 22 Spiele, 7 Siege, 4 Unentschieden, 11 Niederlagen, 28:42 Tore (Tordifferenz −14)
Stand: 29. Juli 2025

## Erfolge
- Andorranischer Meister: 2020, 2021, 2022, 2025
- Andorranischer Pokalsieger: 2020, 2023, 2025
- Andorranischer Superpokalsieger: 2020, 2021, 2022